# Billy Wirth
William E. Wirth, detto Bill (New York, 23 giugno 1962), è un attore ed ex modello statunitense.

## Biografia
Nato il 23 giugno 1962 a New York, negli Stati Uniti. Era figlio di Morris A. Wirth, un americano di origini russe ed ebraiche che lavorava come avvocato, mentre sua madre Jean Wirth era un'artista visiva. Sua madre Jean, nata nello stato dell'Iowa, è di origini angloamericane e native americane.
Ha frequentato la Collegiate School a New York e l'Università Brown dove è stato scoperto dal fotografo di moda Bruce Weber, e da lì iniziò la carriera di modello. Lavorò per riviste di moda americane ed europee come Seventeen, GQ, Interview, Teen magazines e prese parte a sfilate di moda negli anni ottanta. In seguito prese una pausa dall'attività per intraprendere la carriera da attore.
Si trasferì a Los Angeles a metà anni ottanta. Debuttò nel 1985 col film Sette minuti in Paradiso. Seguì la sua interpretazione di Dwayne in Ragazzi perduti, e ottenne un ruolo da protagonista nel film War Party nel 1988.
Negli anni novanta appare nel film Ultracorpi - L'invasione continua di Abel Ferrara. Partecipò alla prima stagione del quiz televisivo American Gladiators nel 1989 arrivando alle semifinali del primo tempo.
Nel 1992 è apparso nel video musicale di Electric Crown della band Heavy metal americana Testament.
Dal 1999, oltre alla recitazione, ha scritto, diretto e prodotto film indipendenti. La sua regia più nota è quella di MacArthur Park del 2001.

## Filmografia parziale

### Cinema
- Sette minuti in Paradiso (Seven Minutes in Heaven), regia di Linda Feferman (1985)
- Ragazzi perduti (The Lost Boys), regia di Joel Schumacher (1987)
- War Party, regia di Franc Roddam (1988)
- Ultracorpi - L'invasione continua (Body Snatchers), regia di Abel Ferrara (1993)
- Judicial Consent, regia di William Bindley (1994)
- Venus Rising, regia di Leora Barish e Edgar Michael Bravo (1995)
- A proposito di donne (Boys on the Side), regia di Herbert Ross (1995)
- Space Marines, regia di John Weidner (1996)
- Reunion, regia di Mark Poggi e Leif Tilden (2001)
- Powder Blue, regia di Timothy Linh Bui (2009)
- Being Flynn, regia di Paul Weitz (2012)

### Televisione
- Un giustiziere a New York (The Equalizer) – serie TV, un episodio (1985)
- Ellen Burstyn Show (The Ellen Burstyn Show) – serie TV, episodio pilota (1986)
- Oltre la legge - L'informatore (Wiseguy) – serie TV, 3 episodi (1989)
- I racconti della cripta (Tales from the Crypt) – serie TV, un episodio (1991)
- Orchidea selvaggia 3 (Red Shoe Diaries), regia di Zalman King – film TV (1992)
- Più forte ragazzi (Martial Law) – serie TV, un episodio (1998)
- Streghe (Charmed) – serie TV, un episodio (1998)
- Sex and the City – serie TV, un episodio (2000)
- CSI - Scena del crimine (CSI: Crime Scene Investigation) – serie TV, un episodio (2004)
- Summerland – serie TV, un episodio (2005)
- Law & Order: Criminal Intent – serie TV, un episodio (2011)
- Chicago P.D. – serie TV, 3 episodi (2014)
- Scorpion – serie TV, un episodio (2015)
- Godfather of Harlem – serie TV, un episodio (2019)

## Doppiatori italiani
Nelle versioni in italiano delle opere in cui ha recitato, Billy Wirth è stato doppiato da:
- Danilo De Girolamo in A proposito di donne
- Massimiliano Manfredi in Ultracorpi - L'invasione continua
- Giampaolo Saccarola in Ragazzi perduti
- Felice Invernici ne I racconti della cripta
- Maurizio Romano in Streghe
- Maurizio Fiorentini in 7 Mummies
- Emilio Mauro Barchiesi in Major Crimes